# Đại học Rice
Đại học Rice, tên chính thức là Đại học William Marsh Rice, là một trường đại học nghiên cứu tư thục ở Houston, Texas, Hoa Kỳ. Trường nằm trong khuôn viên rộng 300 mẫu Anh (121 ha) gần Khu bảo tàng Houston và liền kề với Trung tâm Y tế Texas.
Trường được thành lập vào năm 1912 sau vụ ám sát của William Marsh Rice, người đã đóng góp nhiều tải sản trong di chúc để lại cho việc thành lập một trường đại học mang tên ông. Rice là một trường đại học nghiên cứu tập trung vào hệ đại học với số lượng sinh viên nhỏ và tỷ lệ sinh viên-giảng viên khá thấp là 6:1. Trường có mức độ hoạt động nghiên cứu rất cao, với 156 triệu USD được tài trợ cho nghiên cứu khoa học vào năm 2019. Rice cũng được chú ý nhờ các chương trình khoa học ứng dụng trong các lĩnh vực nghiên cứu tim nhân tạo, phân tích cấu trúc hóa học, xử lý tín hiệu, khoa học vũ trụ và công nghệ nano. Trường đặc biệt nổi bật về nghiên cứu khoa học vật liệu và được xếp hạng trong nhóm đầu về ngành này bởi Times Higher Education. Rice là thành viên của Hiệp hội Viện Đại học Mỹ kể từ năm 1985.
Trường đại học được phân thành mười một trường đại học tổng hợp và 8 trường đào tạo học thuật chuyên ngành, bao gồm Trường Khoa học Tự nhiên Wiess, Trường Kỹ thuật George R. Brown, Trường Khoa học Xã hội, Trường Kiến trúc, Trường Âm nhạc Shepherd và Trường Khoa học nhân văn. Chương trình đại học của Rice cung cấp hơn 50 chuyên ngành cũng như 20 ngành học dành cho trẻ vị thành niên. Rice cho phép mức độ linh hoạt cao trong việc theo đuổi các chương trình song bằng. Các chương trình sau đại học được giảng dạy thông qua Trường Kinh doanh Jesse H. Jones và Trường Giáo dục Thường xuyên Susanne M. Glasscock.
Rice thi đấu trong 14 môn thể thao khác nhau thuộc Phân khu I của NCAA và là một phần của Conference USA. Trường thường cạnh tranh với đối thủ là Đại học Houston ở cùng chung thành phố. Trường cũng có các môn thể thao nội bộ và câu lạc bộ như jiu jitsu, bóng nước và chèo thuyền.
Các cựu sinh viên của trường bao gồm 20 Học giả Marshall và 12 Học giả Rhodes. Trường cũng đã đào tạo ra một số phi hành gia và nhà khoa học vũ trụ. Sinh viên tốt nghiệp Rice cũng bao gồm 3 tỷ phú, và 2 người đoạt giải Nobel.